# Nordeste (película)
Nordeste es una película dramática argentina-francesa-española-belga de 2005 dirigida por Juan Diego Solanas. Narra la historia de una mujer francesa que busca adoptar un niño en un pueblo del norte argentino a través de contactos irregulares. Está protagonizada por Carole Bouquet, Aymará Rovera, Mercedes Sampietro, Jorge Román, Daniel Valenzuela e Ignacio Jiménez.
La película se estrenó mundialmente el 12 de mayo de 2005 en el Festival de Cannes, mientras que su estreno comercial en las salas de cines de Francia fue al día siguiente. En Argentina, fue estrenada el 30 de marzo de 2006 y en España tuvo su lanzamiento exactamente un año después.

## Sinopsis
Sigue la vida de Hélène, una exitosa profesional francesa que alcanzó todos sus objetivos en la vida, menos uno que tiene que ver con el deseo de ser madre, por lo cual decide viajar al norte de la Argentina en un pueblo precario para adoptar a un niño mediante los canales ilegales del negocio, sin embargo, su perspectiva cambia cuando conoce a la madre del niño que quiere adoptar, lo cual la lleva a dejar su frialdad y egoísmo hacia un lado.

## Elenco
- Carole Bouquet como Hélène
- Aymará Rovera como Juana
- Mercedes Sampietro como Sor Beatriz
- Jorge Román como Alberto
- Daniel Valenzuela como Enrique
- Ignacio Jiménez como Martín
- Emilio Bardi como Teodoro
- Juan Pablo Domenech como Gustavo
- Rodrigo Hornos como Ángel
- Esteban Gonzáles como el Pelado
- Mario Reinoso como Tito
- Enrique Otranto como Abogado
- Marcela Sánchez como Aurora
- Carlos Bermejo como Pediatra
- César Medina como Rudy
- Enrique Piñeyro como Federico
- Claudio Torres como Don Cosme

## Recepción

### Comentarios de la crítica
La película recibió críticas positivas por parte de los expertos. Marie-France Dupagne de Cineuropa destacó la actuación de Bouquet, afirmando que el personaje de Hélène es «interpretada magníficamente humana y desamparada». Juan Orellana de Aceprensa señaló que se trata de «una película seria e interesante que gira en torno a unos excelentes trabajos de interpretación».
En una reseña para Cine Freaks, Pablo Arahuete escribió «el mayor mérito de Juan Solanas es su poder de síntesis y capacidad de escuchar; esto se complementa con el trabajo compositivo de la imagen desde la textura a veces granulosa y otra de mayor nitidez que cuenta con el talentoso Félix Monti en la fotografía». Deborah Young de Variety destacó que Nordeste es «una historia hábilmente contada» y «reúne de manera convincente los temas de la dura realidad del nuevo cine argentino».

### Premios y nominaciones
| Lista de premios y nominaciones | Lista de premios y nominaciones                                    | Lista de premios y nominaciones       | Lista de premios y nominaciones | Lista de premios y nominaciones | Lista de premios y nominaciones |
| Año                             | Organización                                                       | Categoría                             | Nominado/a(s)                   | Resultado                       | Ref(s)                          |
| ------------------------------- | ------------------------------------------------------------------ | ------------------------------------- | ------------------------------- | ------------------------------- | ------------------------------- |
| 2005                            | Festival de Cannes                                                 | Premio Un certain regard              | Nordeste                        | Participación                   | [ 12 ]                          |
| 2005                            | Festival de Cannes                                                 | Cámara de Oro                         | Nordeste                        | Participación                   | [ 12 ]                          |
| 2005                            | Festival Internacional de Cine de Estocolmo                        | Caballo de bronce a la mejor película | Nordeste                        | Ganadora                        | [ 13 ]                          |
| 2005                            | Festival Internacional de Cine de Estocolmo                        | Mejor actriz                          | Carole Bouquet y Aymará Rovera  | Ganadoras                       | [ 13 ]                          |
| 2005                            | Festival Internacional del Nuevo Cine Latinoamericano de La Habana | Premio Roque Dalton                   | Nordeste                        | Ganadora                        | [ 14 ]                          |
| 2006                            | Premios Sur                                                        | Mejor ópera prima                     | Nordeste                        | Nominada                        | [ 15 ]                          |
| 2006                            | Premios Clarín                                                     | Mejor ópera prima                     | Nordeste                        | Nominada                        | [ 16 ] [ 17 ]                   |
| 2006                            | Premios Clarín                                                     | Revelación femenina en cine           | Aymará Rovera                   | Nominada                        | [ 16 ] [ 17 ]                   |
| 2006                            | Premios Clarín                                                     | Mejor fotografía                      | Félix Monti                     | Ganadora                        | [ 16 ] [ 17 ]                   |